# Avaí Futebol Clube
L'Avaí Futebol Clube és un club de futbol brasiler de la ciutat de Florianópolis a l'estat de Santa Catarina.

## Història
Un home de negocis de la ciutat anomenat Amadeu Horn donà una sèrie d'uniformes a un grup de nois perquè poguessin jugar al futbol. En el seu primer partit, aquests venceren a un club anomenat Humaitá. L'1 de setembre de 1923, a casa d'Amadeu Horn, es fundà el club amb el nom d'Avahy Foot-ball Club. L'any següent vencé en el primer campionat estatal de Santa Catarina.
El club ha disputat quatre cops el campionat brasiler de futbol de primera divisió ("Série A") els anys 1974, 1976, 1977 i 1979. El 1998 guanyà el seu primer campionat nacional, el campionat de tercera divisió ("Série C").
El seu seguidor més famós és el tennista brasiler Gustavo Kuerten.

## Palmarès
- 1 Campionat brasiler de tercera divisió: 1998
- 14 Campionat catarinense: 1924, 1926, 1927, 1928, 1930, 1942, 1943, 1944, 1945, 1973, 1975, 1988, 1997, 2009
- 1 Copa Santa Catarina : 1995
- 2 Taça Governador do Estado de Santa Catarina : 1983, 1985
- 20 Campionat regional de Florianópolis: 1924, 1926, 1927, 1928, 1930, 1933, 1938, 1940, 1942, 1943, 1944, 1945, 1949, 1951, 1952, 1953, 1958, 1960, 1963, 1995
- 1 Campionat catarinense de segona divisió: 1994